# Madona suhega drevesa
Madona suhega drevesa (ali Gospa pustega drevesa) je majhna poslikava olje na hrastovem lesui iz let okoli 1462–1465 staronizozemskega slikarja Petrusa Christusa. Nenavadno inovativen in dramatičen prikaz Device Marije, ki drži otroka Jezusa, medtem ko stoji na breztelesnem suhem drevesu, obdana kot s trnovo krono.
Podoba slike naj bi izhajala iz Ezekielove knjige, suho drevo pa je simbol posušenega drevesa spoznanja v rajskem vrtu, ki sta ga oživela Devica in Jezusovo rojstvo. 15 zlatih "A", ki visijo na vejah drevesa, predstavljajo prvo črko Angelskega pozdrava, Zdrava Marija. Jezus drži kroglo, okrašeno s križem. Ikonografija lahko črpa iz Bratovščine Matere Božje suhega drevesa v Bruggeu, ki sta ji pripadala tako Christus kot njegova žena Gaudicine.

## Opis
Marija je prikazana z Jezusom v naročju. Obkrožena je s tankimi, neplodnimi vejami, ki segajo okoli nje v ovalnem loku. Nosi dolgo rdečo haljo z zeleno podlogo, gube njene obleke so skoraj kiparsko oblikovane. Njeno ogrinjalo zelo spominja na obleko v Christusovi sliki Exeter Madona iz okoli leta 1444, kar vodi do ugibanj, da je bila slika dokončana prej, kot se je običajno domnevalo (1462–1465). Nenavadno za takratno Madono je njen neidealiziran obraz; njene lastnosti niso mehke niti zaobljene, izraz pa manj predpostavljen kot v Christusovih poznejših Madonah ali celo posvetnih ženskih portretih. Joel Upton o njej piše, da »je prikazana kot topla in človeška postava, zelo privlačna, a kljub temu mirna in skromna kot Božja mati«.
Zdi se, da je predstavitev Kristusa izpeljana iz Rogierja van der Weydna, zlasti v igrivosti in prijaznosti njegovega izraza obraza, čeprav je glede na to, da Christus morda ni imel dostopa do dela starejšega mojstra, lahko vpliv iz druge roke, verjetno s slikami Hansa Memlinga. Tabla je zelo iluzionistična, morda enakovredna starejšemu slikarju Duránove Madone. Christus v številnih odlomkih uporablja tehniko trompe l'oeil, kar ustvarja tridimenzionalni učinek, ki prispeva k nenavadnosti in breztelesnemu ozračju. Najbolj to lahko opazimo v Devičini roki, ki leži pod otrokovimi prsti, v krogli, ki jo držijo v rokah, in v zlatih črkah, ki visijo z drevesnih dreves.
Rentgenska radiografija razkriva malo pripravljalne podrisbe zunaj vrste vodilnih linij, ki se uporabljajo za umestitev elementov v celotno zasnovo. Maryan Ainsworth ugotavlja, da je to značilno za Christusove manjše table, nekatere, ki bi jih - vključno s tem delom - lahko šteli za miniature in ga primerja s tehnikami, ki se uporabljajo v sodobnih iluminiranih rokopisih.

## Naša Gospa suhega drevesa
Umetnostna zgodovinarka Grete Ring je ikonografijo povezala z bruggeško bratovščino Gospa suhega drevesa. Christus se je pridružil bratovščini nekje okoli leta 1462–63.  Člani zgornjega sloja burgundske družbe so bili pokrovitelji bratovščine; žena Filipa Dobrega Izabela Portugalska, pa tudi večina vodilnih burgundskih plemičev, družin višjega sloja in tujih trgovcev v Bruggeu, kot je Portinaris. Christus se je pridružil - iz istega razloga, kot bi se Gerard David nekaj let kasneje -, da bi privabil bogate pokrovitelje.
Verjame se, da je Filip Dobri ustanovil bratovščino po uspešni bitki proti Francozom. Pred tem naj bi molil k podobi Device, vklesani na suhem drevesu. Čeprav je bratovščina že obstajala, zgodba razkriva čaščenje devic, izklesanih na drevesih. Tradicija marijanskih podob na drevesih, bodisi obešenih ali izrezljanih, je bila mešanica poganskega in krščanskega čaščenja, ki je nastalo že v 5. stoletju. Takšna drevesa so bila pogosto najdena na križiščih, ki so delovala kot krajinski označevalci. Gospa  hrasta in Gospa češnje sta podobni v isti tradiciji.
Prvič je bila dokumentirana leta 1396, verjetno pa ustanovljena že prej. Zapisi kažejo, da se je bratovščina srečala v zasebni kapeli v cerkvi minoritov (ali frančiškanov), ki je bila uničena med nizozemsko reformacijo leta 1578.

## Ikonografija
Ikonografija dela je tako dramatična kot zelo nenavadna, Ainsworth pa jo je opisal kot neverjetno v nizozemskem slikarstvu. Podobe lahko dobimo iz Ezekiela Ezk 17,24: »... Tedaj bodo spoznala vsa poljska drevesa, da sem jaz, GOSPOD, ponižal visoko drevoin povišal nizko, da sem posušil zeleno drevo in dal, da je suho pognalo. Jaz, GOSPOD, sem govorilin tudi naredim.«
Zdi se, da je slika nekoliko grenka predstavitev drevesa spoznanja, vendar posušenega in  trnovega. Umetnostni zgodovinarji domnevajo, da predstavlja prispodobo izvirnega greha in da verjetno drevo ne bo oživelo do Kristusovega prihoda. Drevo je dobilo zeleno cepljenko z drevesa spoznanja, je zapisal srednjeveški filozof Guillaume de Deguileville v svoji knjigi Le Pèlerinage de l'Âme (Romanje duše), ki se metaforično odraža v rojstvu Device brezplodne matere.
15 črk 'A', ki visijo na drevesu, so na splošno videti kot okrajšave za Ave ali Ave Marija. Njihovo število je morda aluzija na 150 Zdrava Marij, recitiranih v takratnih različicah rožnega venca, čeprav je ta oblika pobožnosti postala priljubljena šele leta 1475, približno deset let po Christusovi tabli. Predloženi sta bili še dve interpretaciji A-jev. Ena je ta, da simbolizirajo vrtno uto v drevesu ali drevo, saj druga podobna nabožna dela prikazujejo drevesa v vrtu. 
Hugo van der Velden nakazuje možnost, da bi delo lahko naročil član bratovščine Anselme Adornes, čigar zanimanje za predano delo dokazuje njegova last van Eyckovega Sveti Frančišek prejema stigme.

## Vpliv in poreklo
Tabla je vplivala na triptih Petra Claeyssensa mlajšega iz leta 1620 Naša Gospa suhega drevesa, ki je črpal iz istih virov in je enako temen po tonu in temi, vendar nima dramatičnega vpliva Christusove table.
Slika je bila prvič popisana v zasebni zbirki v Belgiji pred letom 1919. Leta 1965 jo je pridobil Museo Thyssen-Bornemisza v Madridu.